# Slayerboom
Slayerboom（1986年7月28日—），本名郝祥海，中国配音演员，原为北斗企鹅工作室主要负责人之一，后退出北斗企鹅，并加入藤韵文化。参与配音的作品有动画《从前有座灵剑山》《龙心战纪》《神明之胄》《有神么》，动画电影《疯狂动物城》《超能陆战队》《龙珠超 布罗利》里的巴达克和孫悟空等。同时他也是一名编剧，执笔作品有广播剧《怒放》等。

## 导演作品
- 《那年那兔那些事儿》番外篇、第四季
- 《龙战士》
- 《闪电十一人：阿瑞斯的天秤》
- 《若能与你共乘海浪之上》（中文演唱指导）
- 《航海王：狂热行动》
- 《妖精种植手册》
- 《大理寺日志》
- 《镜诰卿年》（兼任编剧）
- 《秘宝之国》

## 参与作品
2016年
- 《火影忍者剧场版：慕留人》（翻译）

2022年
- 《剧场版 紫罗兰永恒花园》（台词校译）

## 配音作品
- 主要角色以粗体显示。

### 动画剧集
2013年
- 开胃奶————《尸兄》
- 水王子————《精灵梦叶罗丽》
- 砸电脑的家伙、河神、龟丞相、屎天王、霍元甲、太2真人、寒舞、电视、剑士少年、蛤蟆精————《十万个冷笑话 第二季》

2014年
- 毛熊、麻蛇、旁白————《那年那兔那些事儿》
- 郑小义、郑叔叔、张叔叔————《红领巾与王小明》

2015年
- 开胃奶————《我叫白小飞》
- 夯大力————《大力金刚》
- 太2真人、河神、黄飞鸿、王篮————《十万个冷笑话 第三季》
- 毛熊、大毛、麻蛇、旁白、步兵学院河马————《那年那兔那些事儿 第二季》
- 贝德维尔·斯莫德林、毛毛、骷髅兵乙————《英雄别闹》
- 于鹏、石宽、保镖、9号男————《端脑》
- 土匪a、大叔、殷海————《雏蜂》
- 格雷·佛尔帕斯塔————《妖精的尾巴》（日本）

2016年
- 王陆、望月犼————《从前有座灵剑山》
- 泰克斯————《绝地十日》
- 黑起、王老菊————《战国FAN》
- 慕容烨————《墓王之王:麒麟决》
- 宇宙人————《凸变英雄》
- 帕鲁帕————《龙心战纪》
- 毛熊、麻蛇、旁白————《那年那兔那些事儿 第三季》
- 鬼将、男贩子、男人、流氓、鬼兵3————《镇魂街》

2017年
- 慕容烨————《墓王之王:寒铁斗》
- 王陆————《从前有座灵剑山 第二季》
- 毛熊、麻蛇、第一集旁白————《那年那兔那些事儿 第四季》
- 赵虎、小西村村民二狗、导游、白福————《开封奇谈-这个包公不太行》
- 胡斌、大海、教官等————《理想禁区》
- 王俊————《机甲大师》
- 光头（牧由）、王二狗、业兴、裁判等————《一人之下2》
- 寒舞、时光鸡————《十万个冷笑话：小金刚的消失》
- 僵尸猪灵首领————《我的冒险世界》
- 水王子————《精灵梦叶罗丽 第五季》
- 昊天————《神契幻奇谭》
- 李玄子、父亲————《我的天劫女友》
- 黄牛————《足球江湖》
- 封河叔、佟、金大田————《TICO》
- ？————《银河护卫队》
- 龙神————《魔晶猎人 第四季》
- 大长老————《万古仙穹》
- 拉乌————《宇宙警探》（日本）

2018年
- 简·奥尼————《超智能足球2 世界大赛篇》
- 香港警察（左袜子服魂）、花俊、龙伯、婚礼司仪————《凸变英雄LEAF》
- 东伯雪鹰————《雪鹰领主》
- 干将————《我的逆天神器》
- 吴游击————《四海鲸骑》
- 师父————《灵契 第二季》
- 钱·夏洛克、广播————《天才玩偶》
- 白凤————《幻界王》
- 牛奶————《海尔兄弟宇宙大冒险》
- 张天启————《地灵曲》
- 两面佛————《百鬼幼儿园》
- 柏子安————《梦塔·雪谜城》
- 叶蒙、大唐驿报老板、阿萨辛、其他角色————《剑网三·侠肝义胆沈剑心》
- 范伦、韩主编————《我是江小白 第二季》
- 牧由、丁嶋安、天师府首徒————《一人之下2番外篇 天师下山》
- 小偷、神秘男子、犯人A、鹫山伸人、伴野贞悟、北尾充、警官、队医、外国人B、赤木英雄、弓长警官、舞滨龙二、西山大树、寺内直哉————《名侦探柯南》（日本）
- 武士圣剑————《SSSS.古立特》（日本）
- 灰崎凌兵 ————《闪电十一人：阿瑞斯的天秤》（日本）
- 若岛津健、解说————《足球小将(第4作)》（日本）
- 路儿————《新唐老鸭俱乐部》（美国）
- 大白————《超能陆战队》（美国）

2019年
- 项昆仑————《镇魂街 第二季》
- 瞿秋白————《追梦者》
- 油哥、空调————《汉化日记》
- 柳暝————《大主宰》
- 南宫流云————《邪王追妻》
- 吴游击————《四海鲸骑 第二季》
- 伊万————《喂，看见耳朵啦！ 第二季》
- 茨木童子————《没出息的阴阳师一家》
- 威利斯、 费罗————《雄兵连2诸天降临》
- 阿达德————《机动奥特曼》（日本）
- 西木太郎、中道、小木狭一、桐山荣作、长谷康孝、尾久将也、山胁雄二、山县德一、大神明、成濑纯、大坪菊英、梅木弘道、公寓管理员、泽田良介、老师、户崎敬大、氏森勇作、其他角色————《名侦探柯南》（日本）

2020年
- 叶蒙————《剑网三·侠肝义胆沈剑心 第二季》
- 园丁、长发男————《妖精种植手册》
- 林恩、恶魔代表、阿布、天使男————《万圣街》
- 赵渊————《天生我才怎么用》
- 院长、王、黑毛————《嗜谎之神》
- 乖龙、王大仙————《百妖谱》
- 明将————《望古神话之天选者》
- 老乞丐、夜宸、皮顺、伞店掌柜、群众————《大理寺日志》
- 李饼、陈拾、王七、阿里巴巴————《大理寺日志小剧场》
- 王亦————《一人之下3入世篇》
- 两面佛————《百鬼幼儿园 第三季》
- 蜗牛————《最强蜗牛x不速之客》
- 申屠子夜、嗔兽孔雀————《雾山五行》
- 阿狼————《任务大师》
- 茨木童子————《没出息的阴阳师一家2》
- 马公子、其他角色————《秦侠》
- 张保符、凯尔比————《拾忆长安·明月几时有》
- 左宗羽————《我是大神仙》
- 空调、油哥————《汉化日记 第二季》
- 南宫流云————《邪王追妻 第二季》
- 东伯雪鹰、长老————《雪鹰领主 第二季》
- 不死川实弥、釜鵺————《鬼灭之刃》（日本）
- 高内尊、铃木直树(后期)、犀川学、恩田崇、黑影男、青野健吾、墨镜兄弟(哥哥)、古贺潮(老秧)、户田润之介、安田和夫————《名侦探柯南》（日本）

2021年
- 迷麟————《魁拔之殊途》
- 群众————《绝顶》
- 张保符、凯尔比————《拾忆长安·明月几时有 贰》
- 李白、其他角色————《秘宝之国》
- 老和尚————《百妖谱 第二季》
- 宣玑————《烈火浇愁》
- 云殇念/赵念、大怪兽————《一人之下4》
- 炼狱茨木童子、茨木童子————《没出息的阴阳师一家3》
- 德园彩也、小早川绿郎、平田和明、下田先生、羽田浩司————《名侦探柯南》（日本）
- 斯奈克、狮子男、腹切————《一拳超人》（日本）
- 解说————《干物妹！小埋R》（日本）
- 巴基·巴恩斯 / 冬兵、洛基、斯科特·朗、亡刃黑鸦、交叉骨————《无限可能：假如…？》（美国）

2022年
- 男主角(第1集)————《龙隐于雪》
- 良久、代理总长————《千从狩》
- 提示音、其他角色————《暂停！让我查攻略》
- 封无乐————《百妖谱·京师篇》
- 不死川实弥————《鬼灭之刃 无限列车篇》（日本）
- 西谷夕————《排球少年!!》（日本）
- POP子(第3、10集AC部、白虎篇第13集B PART)、其他角色————《pop子和pipi美的日常》（日本）
- 阿达德————《机动奥特曼 SEASON 2》（日本）
- 大白————《大白！》（美国）

### 动画电影
2015年
- 菜刀狗————《闯堂兔2：疯狂马戏团》
- 大白————《超能陆战队》（美国）
- 高云飞、司马————《王子与108煞》（法国）

2016年
- 芬尼克————《疯狂动物城》（美国）
- 胖虎————《哆啦A梦：新大雄的日本诞生》（日本）
- 乌索普————《航海王之黄金城》（日本）

2017年
- 河神————《十万个冷笑话2》
- 刑法者————《大护法》
- 胖虎————《哆啦A梦：大雄的南极冰冰凉大冒险》（日本）
- 公猪韩特————《欢乐好声音》（美国）

2018年
- 小纳什·戈尔多————《黑子的篮球：终极一战》（日本）
- C-3PO————《无敌破坏王2：大闹互联网》（美国）

2019年
- 风息、涅帕————《罗小黑战记》
- 弱视老者、报信卫兵、紫龙————《哪吒之魔童降世》
- ？————《命运之夜——天之杯Ⅱ：迷失之蝶》（日本）
- ？————《若能与你共乘海浪之上》（日本）
- 隆弘————《我想吃掉你的胰脏》（日本）
- 孙悟空、巴达克————《龙珠超：布罗利》（日本）
- 乌索普————《航海王：狂热行动》（日本）
- 丁满————《狮子王》（美国）
- 雷克斯————《女王的柯基》（法国 / 比利时）

2020年
- 十二金尊（丁）————《姜子牙》
- ？————《紫罗兰永恒花园 外传 —永远与自动手记人偶—》（日本）
- 安海正明————《海兽之子》（日本）
- 布兰————《魔发精灵2》（美国）

2021年
- 大石头————《饮料超人》
- 机器人————《贝肯熊2：金牌特工》
- 大副————《猪迪克之蓝海奇缘》
- 辅助性T细胞————《工作细胞：细胞大作战》（日本）
- 井上治————《名侦探柯南：绯色的子弹》（日本）
- 成年大雄、交换绳————《哆啦A梦：伴我同行2》（日本）
- 罗宾逊、卡洛斯、卖唱松鼠、邮递员————《你好世界》（日本）
- 水岛————《乔西的虎与鱼》（日本）
- ？————《寻龙传说》（美国）
- ？————《比得兔2：逃跑计划》（美国）

2022年
- 紫炎————《妖怪手表：永远的朋友》（日本）
- 胖虎————《哆啦A梦：大雄的宇宙小战争2021》（日本）

### 有声漫画
年代倒序年代正序
2017年
- 杨念夏————《斗罗大陆3龙王传说绝密档案》

2018年
- 邪幻月、陈俊峰————《斗罗大陆2绝世唐门》
- 随军太医、鬼一、余神医————《帝王侧》
- 兔爷————《有兽焉》

2019年
- 钟无云————《我在皇宫当巨巨》
- 龙恒旭、老唐————《斗罗大陆3龙王传说》

2020年
- 钟总管（钟无云）————《我在皇宫当巨巨 第二季》
- 金狮子、石飞蛟———《完美世界》
- 邓中夏————《镜诰卿年》

2021年
- 唐三————《斗罗大陆外传 神界传说》

### 广播剧
2019年
- 梁崇————《入睡指南》
- 项昆仑————《镇魂街》
- 段白月、刘恭————《帝王攻略》
- 初建新————《一个钢镚儿》
- 温晁、村民乙、姚宗主————《魔道祖师》

2020年
- 郁赦、少年郁赦————《当年万里觅封侯》
- 乖龙————《百妖谱》
- 狐四————《捡到一只小狐狸》
- 萧竞————《成也萧河》
- 里恩博士————《端脑》
- 姜良才、丹夙————《含桃》
- 郁赦————《当年万里觅封侯 第二季》

2021年
- 沐剑云、报幕————《暗界神使 第二季》
- 顾拙言————《别来无恙》

2022年
- 澹台烬————《黑月光拿稳BE剧本》
- 裴川————《魔鬼的体温》

### 游戏
2014年
- 毁灭隆音————《血族》

2015年
- 相柳————《轩辕剑外传:穹之扉》

2017年
- 李淳风————《神都夜行录》
- 侠客爷————《侠客爷》
- 嫦娥兔子、酒客3、YH2、yh8————《网易游戏 H52》
- 导演————《时之扉》

2018年
- 诸葛亮、满宠————《真·三国无双8》
- 御兔————《非人学园》

2020年
- 雷法、金光————《一人之下手游》
- 雪霁羹————《食物语》

### 特摄剧
2017年
- 凯————《欧布奥特曼》（日本）

2018年
- 桐生战兔 / 假面骑士创骑、葛城巧、檀黎斗、菊池太阳、西村、异类欧兹、玩具音————《假面骑士时王》（日本）

2019年
- 桐生战兔 / 假面骑士创骑、佐藤太郎————《假面骑士创骑》（日本）
- 飞电其雄、郝医生、玩具音————《假面骑士零一》（日本）
- 桐生战兔 / 假面骑士创骑、玩具音————《假面骑士：平成世代 永恒》（日本）
- 桐生战兔 / 假面骑士创骑————《创骑 新世界 假面骑士格里斯》（日本）

2020年
- 玩具音————《假面骑士圣刃》（日本）
- 玩具音————《剧场版 假面骑士时王 超越时间》（日本）
- 玩具音————《剧场版 假面骑士时王：下一刻 王权盖茨》（日本）
- 飞电其雄 / 假面骑士1型、玩具音————《假面骑士：令和第一世代》（日本）
- 红凯、齐鲁星人————《泰迦奥特曼剧场版：新生代之巅》（日本）

2022年
- 玩具音————《假面骑士魂骑X剑锋》（日本）

### 布袋戏
2019年
- 一页书————《霹雳英雄战纪之刀说异数》

### 电视剧
2021年
- 巴基·巴恩斯————《猎鹰与冬兵》（美国）
- 洛基————《洛基》（美国）
- 男拍卖师、其他角色————《鹰眼》（美国）

2022年
- 哈桑————《惊奇少女》（美国）

### 电影
2018年
- 毒液————《毒液：致命守护者》（美国）
- 菲尼亚斯·梅森————《蜘蛛侠：英雄归来》（美国·重译版）

2019年
- C-3PO————《星球大战9：天行者崛起》（美国）

2020年
- 田岭————《花木兰》（美国）
- 寒羽良————《城市猎人》（法国）

2021年
- 本、流浪猫群————《猫和老鼠》（美国）
- 蟋蟀、马戏团团长————《匹诺曹》（意大利）

2022年
- 蒂蒂————《奇奇和蒂蒂：救难小福星》（美国）
- 蒂姆·詹金————《天才计划》（英/澳/美）

### 音乐
2010年
- 《trust me》
- 《绿坝娘的信仰》作词

2022年
- 《战斗吧少年》、《不想录了》（《pop子和pipi美的日常》白虎篇插曲演唱&歌词改写）

### 其他
- 何普————《THE GREEN》